# Adenosinmonofosfát
Adenosinmonofosfát (AMP, 5'-adenosinmonofosfát, kyselina 5'-adenylová, adenylát) je nukleotid složený z cukru ribózy, nukleové báze adeninu a jedné fosfátové skupiny. Jako substituent má podobu předpony adenylyl-.
AMP má centrální postavení v energetickém metabolismu organismů, podobně jako mnohé ostatní nukleotidy. Hraje důležitou roli v mnoha buněčných metabolických procesech, kde se mění na adenosindifosfát (ADP) a adenosintrifosfát (ATP).
AMP je přítomen ve všech známých formách života. Je součástí syntézy ribonukleové kyseliny (RNA) a je jedním z jejich základních stavebních nukleotidů spolu s cytidinmonofosfátem (CMP), guanosinmonofosfátem (GMP) a uridinmonofosfátem (UMP).

## Reakce AMP
- AMP vzniká při rozkladu RNA v buňce na jednotlivé nukleotidy.
- Adenosinmonofosfát může vznikat pomocí enzymu adenylátkinázy, který udržuje v buňce energetickou rovnováhu:

2 ADP → ATP + AMP
- Dále vzniká hydrolýzou nukleotidů s vyšším počtem fosfátových skupin:

ADP → AMP + Pi
ATP → AMP + PPi
- Naopak při odstraňování AMP probíhá například tato reakce:

AMP + ATP → 2 ADP (adenylátkináza v opačném směru)
- Případně také může probíhat rozklad AMP na kyselinu močovou, která je následně vyloučena z těla.

## Význam AMP
- AMP se vyskytuje ve všech živých organismech jako součást ribonukleové kyseliny (RNA), která se používá v buňkách k přeměně genetické informace z deoxyribonukleové kyseliny (DNA) na bílkoviny.
- AMP je produkt degradace cAMP, ADP a ATP a zároveň jejich výchozí materiál. Fosfátová skupina na 5′ konci ribózy nemůže být použita v buňce k fosforylaci jiných skupin, protože potenciál přenosu skupiny je příliš nízký. Fosfátová skupina už nemá dostatek energie k reakci.
- AMP může také existovat jako cyklická forma cAMP, která hraje důležitou roli v intracelulární signalizaci. V některých buňkách enzym adenylátcykláza vytváří cAMP z ATP. Obvykle je tato reakce regulována hormony (adrenalin nebo glukagon).

## AMP v potravinářství
- AMP byl první objevenou látkou, která odstraňuje hořkost na jazyku (na jehož kořenu sídlí chuťové pohárky hořkosti), neboť blokuje G protein gustducin, který se podílí na hořkém vnímání potravin. AMP by tak mohl být využit ve farmacii a potravinářství, aby léky a potraviny nutné pro život byly chutnější.
- AMP se podílí i jinak na vnímání chuti, neboť jeho přítomnost v potravě způsobuje, že chutná sladce, ačkoliv je jinak kyselá. Tato skutečnost by mohla hrát roli ve vývoji potravin, které by s ním chutnaly sladce, ale nezpůsobovaly obezitu.[1][2]